# Hieracium insigne
Hieracium insigne es una especie de planta con flor del género Hieracium, de la familia Asteraceae, orden Asterales.

## Distribución
Hieracium insigne se distribuye por Escocia.

## Taxonomía
Fue descrita científicamente por Backh. fil. ex P. D. Sell, C. West & D. J. Tennant.
Tratamiento taxonómico
La especie aparece registrada y publicada en Watsonia.